# The Brain from Planet Arous
The Brain from Planet Arous è un film di fantascienza statunitense del 1957 diretto da Nathan Juran a tema invasione aliena.

## Trama
Un terrorista alieno proveniente dal pianeta Arous, una creatura a forma di cervello chiamata Gor, arriva sulla Terra e prende possesso della volontà dell scienziato Steve March. Gor usa il suo enorme e distruttivo potere per piegare il mondo alla sua volontà, minacciando di spazzare via la capitale di qualsiasi nazione che osi sfidarlo.
Nel frattempo Vol, un altro "cervello" dal pianeta Arous, arriva e si impossessa del corpo del cane della fidanza di March. Vol informa i terrestri che Gor è un criminale ricercato sul suo mondo. Il suo unico punto debole è il solco centrale del cervello umano e Gor è vulnerabile solamente durante il breve periodo che esce dal corpo del suo ospite per assorbire ossigeno.

## Produzione
Gli effetti speciali per gli occhi di John Agar durante la "possessione" aliena sono stati ottenuti grazie a delle speciali lenti a contatto foderate con dei fogli metallici. Questo stesso effetto è stato utilizzato più tardi per i personaggi di Gary Mitchell (Gary Lockwood) e della dottoressa Elizabeth Dehner (Sally Kellerman) nell'episodio Oltre la galassia (Where No Man Has Gone Before), secondo pilota della serie televisiva Star Trek.
Durante la scena in cui Gor dimostra i propri poteri psichici, viene utilizzato un filmato d'archivio di un test atomico in cui si mostra una casa incenerita da un'esplosione atomica.
A Nathan Juran non piacque il montaggio finale del film e volle così venire accreditato come Nathan Hertz. Il film è costato 58000 $.

## Distribuzione
Il film è stato distribuito negli Stati Uniti il 1º ottobre 1957 e in Germania Ovest il 16 gennaio 1960 con il titolo Die Augen des Satans (titolo utilizzato anche per la distribuzione del film in Austria). Il film è inoltre conosciuto anche con i titoli El cerebro del planeta Arous (Argentina e Spagna), O Cérebro do Planeta Arous (Brasile), Le cerveau de la planète Arous (Francia), Invasie uit het heelal (Paesi Bassi), Мозг с планеты Ароус (Unione Sovietica) e Den farliga hjärnan från planeten Auros (Svezia). Il film non è mai stato distribuito in Italia, dove risulta inedito è privo del doppiaggio in italiano.

## Accoglienza
The Brain from Planet Arous ha ottenuto il 20% nell'aggregatore Rotten Tomatoes, con una valutazione di 3.6/10 basata su 5 recensioni.